# 巴塞爾州
巴塞爾州（德語：Kanton Basel）是瑞士一个存在于1501年至1833年之间的一个州。此后， 巴塞爾州被分成两个半州：

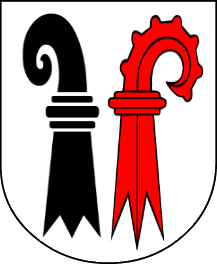
非正式的巴塞爾州徽章

- 巴塞爾鄉村半州
- 巴塞爾城市半州

## 背景

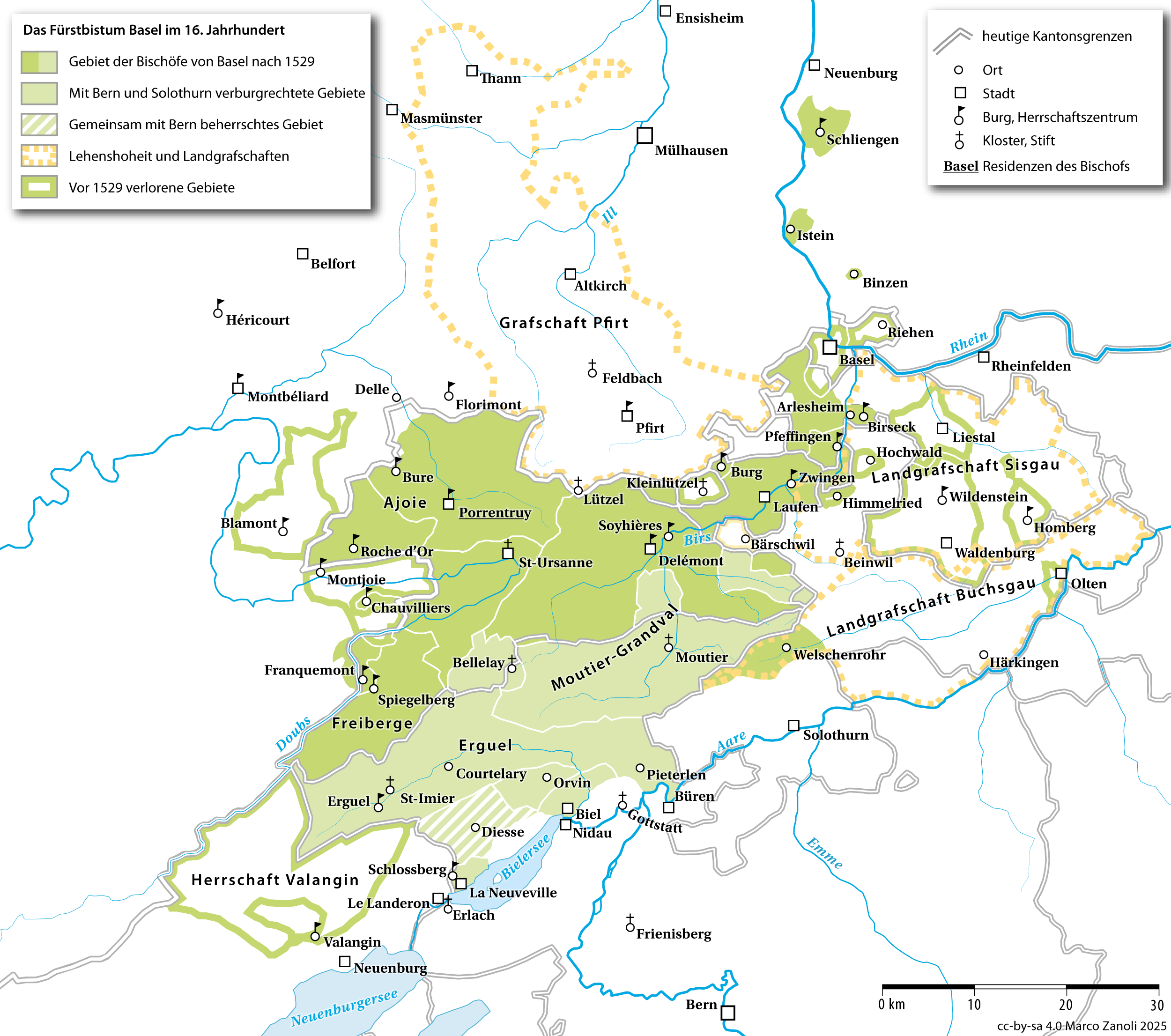
16世纪的巴塞尔主教亲王国版图

在宗教改革之前，巴塞尔由主教亲王统治（见巴塞尔主教，他的记忆保存在巴塞尔徽章上的十字架上，如上所述）。15世纪后期，随着巴塞尔会议（1431-1439）的召开，巴塞尔市的财富和重要性不断增长。巴塞尔大学成立于1459年，在宗教改革之前的几年里，这座城市成为了德国文艺复兴的知识中心。鹿特丹的伊拉斯谟在巴塞尔任教，早期的印刷厂由约翰内斯·佩特里和约翰·弗罗本建立。1495年，巴塞尔被纳入上莱茵帝国圈，主教坐在亲王教会的长凳上。

## 建立
作为1499年《巴塞尔条约》解决的施瓦本战争的直接后果，巴塞尔和沙夫豪森自由城于1501年加入瑞士联邦，成为联邦的第11和第12个州，阿彭策尔州在12年后也加入了瑞士联邦，完成了组成瑞士的“十三州”（Dreizehn Orte），直到法国大革命战争。
巴塞尔州脱离了主教亲王区，自此巴塞尔主教的世俗统治仅限于巴塞尔以西的领土，或多或少与现代汝拉州相对应。尽管巴塞尔的主教不再对巴塞尔市拥有世俗权力，但他们继续居住在该市，直到宗教改革。

## 宗教改革
1503年，新任主教克里斯托弗·冯·乌滕海姆拒绝为巴塞尔制定新宪法，于是，为了展示其权力，该市开始建造新的市政厅。这场改革是由冯·乌滕海姆领导下的大教堂传教士约翰内斯·厄科兰帕迪乌斯和伊拉斯谟第一版希腊新约圣经的联合编辑者带到巴塞尔的。冯·乌滕海姆于1527年2月19日辞职。菲利普·冯·贡德尔斯海姆接替了他的职位，他自1510年以来一直是巴塞尔大教堂的牧师。
1529年，该市在厄科兰帕迪乌斯的领导下转信新教，主教的席位被移到了波朗特吕。1530年，劳芬区反抗主教贡德尔斯海姆，但被索洛图恩的军队镇压。由于资不抵债，主教越来越依赖巴塞尔市，1542年、1544年和1545年，巴塞尔市授予他比尔塞克城堡的抵押贷款。1547年，贡德尔斯海姆正式同意允许该市选择自己的宗教，承认该市已经成为新教。
巴塞尔贵族（“Daig”）现在在城市事务中发挥着关键作用，因为他们逐渐成为事实上的城市贵族。伯努利家族来自巴塞尔，其中包括17世纪和18世纪的重要数学家，如雅各布·伯努利、约翰·伯努利和丹尼尔·伯努利。18世纪数学家莱昂哈德·欧拉出生于巴塞尔，师从约翰·伯努利。
《加尔文的教义》于1536年在巴塞尔出版，旨在为当时在法国受迫害的胡格诺派教徒辩护，是对新教基督教教义的阐述，后来被称为加尔文主义。

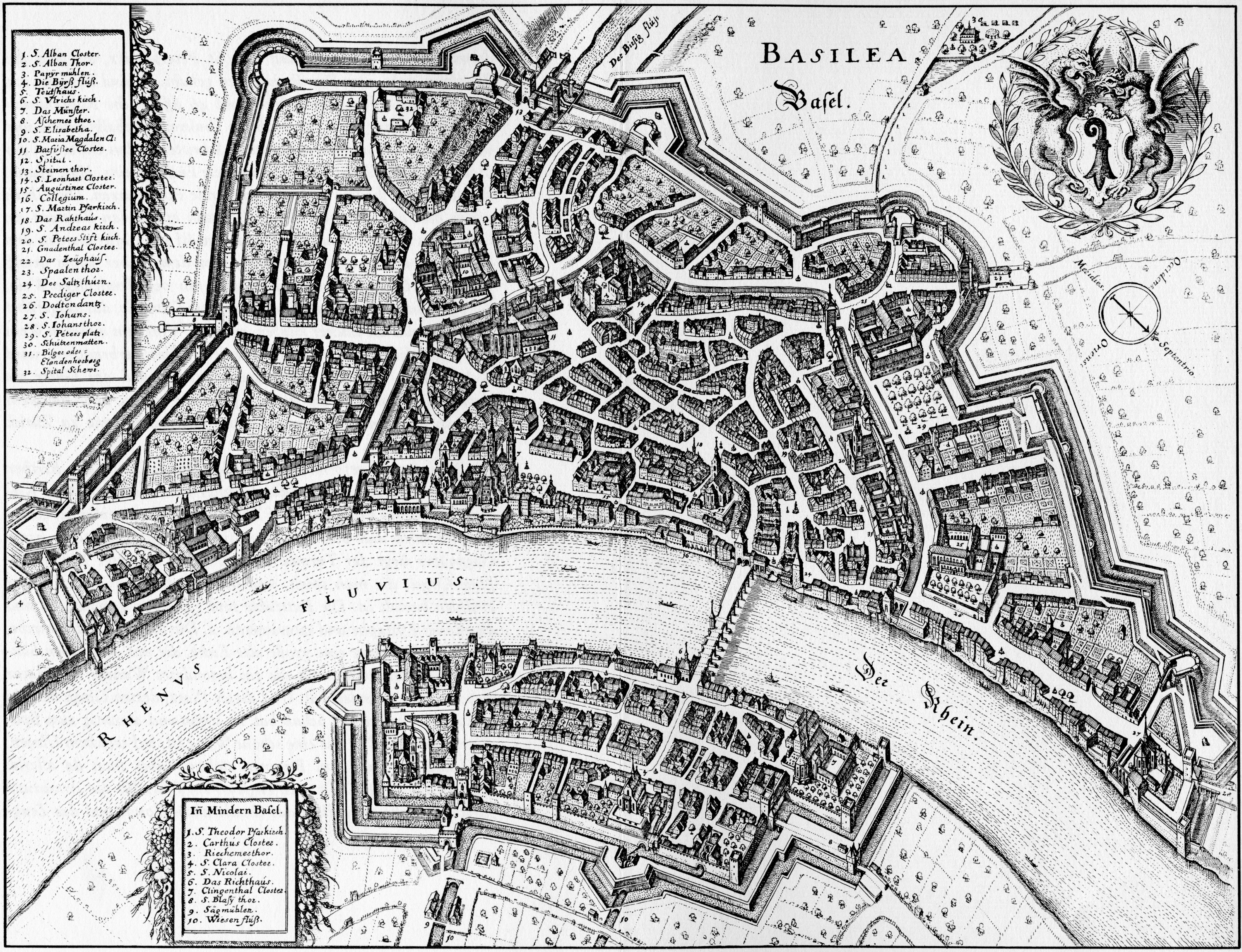
马特乌斯·梅里安制作的反应1642年巴塞尔地图的版画

1536年3月，第一版《基督教要义》——约翰·加尔文对加尔文主义教义的伟大阐述在巴塞尔出版。1543年，安德烈亚斯·维萨留斯（1514-1564）在巴塞尔出版并印刷了第一本关于人体解剖学的书《人体的构造》。
1648年的《威斯特伐利亚和约》最终使帝国承认瑞士各州的独立，废除了近150年前被时任主教拒绝的神圣罗马帝国在法律上（但不是事实上）的霸权。

## 动乱
1792年，革命法国的附庸共和国劳拉克共和国成立，持续了几个月，直到次年才在恢复的巴塞尔州（隶属海尔维第共和国）和法兰西第一共和国之间分割。
直到1830年，巴塞尔还是一个统一的州，城市和农村的公民都坐在州议会里。州议会由来自城市的议员主导，尽管其人口少于农村的总和。这以前并不是不满的根源，但在1830年，Baselbieter或来自农村的公民越来越不信任这座城市。1830年10月18日，在巴特布本多夫的一次会议上，25名Baselbieter写信给“巴塞尔受人尊敬的绅士和贵族”，要求城市和农村之间享有平等权利，并在议会中拥有与其人数成比例的代表权。
当城市拒绝了这一要求时，农村地区的不满情绪更加强烈，以至于巴塞尔城担心会遭到袭击。在利斯塔尔，一些农村人组成了一个新的省政府，由3000人的军队保护。然而，政府是短暂的，因为1831年1月16日，一支来自巴塞尔的部队占领了利斯塔尔，驱散了新政府。盖特金登、赖戈德斯维尔、安维尔和布本多夫等一些村庄仍然忠于巴塞尔城，尽管受到叛乱分子的威胁。农村的动乱一直持续到1832年，双方都对对方犯下了不公正的罪行。
1833年8月3日，巴塞尔市1200多名士兵携带14门大炮向利斯塔尔进军，但在普拉特恩和弗伦肯多夫之间发生的许尔夫滕尚茨战役中，该市的军队被叛军的优势压回巴塞尔。他们在返回城市的路线上遭到伏击，城市军损失惨重。

## 分割
在这场冲突之后，1833年8月17日，瑞士最高当局联邦议事会被请求分割巴塞尔州；九天后，按照翁特瓦尔登州和阿彭策尔州的先例，实行了半州分割。
从乡村市镇，它只将里恩、贝廷根和小许宁根分配给新的巴塞尔城市半州，否则这些市镇将成为巴塞尔市和巴登大公国之间的巴塞尔乡村州飞地。其余的市镇组成了新的巴塞尔乡村州。
1844年瑞士宪法继续承认“巴塞尔”是瑞士22个“主权州”之一，列举为巴塞尔（城市和乡村）。从这个意义上说，作为瑞士邦联的主权成员，巴塞尔州一直存在到1999年，当时修订后的宪法首次承认这两个前半州为“州”。

## 重新统一的提议
巴塞尔城市和巴塞尔乡村已经多次尝试重新统一。1969年，巴塞尔乡村州的公民在公民投票中否决了该动议。此后，这两个州签订了一系列合作协议，如巴塞尔大学的联合融资和管理。

## 外部連結
- （德文）Artikel Basel (Kanton) im Historischen Lexikon der Schweiz
- 瑞士历史词典中的巴塞尔州（德语） （页面存档备份，存于）